# Pseudagrion nigripes
Pseudagrion nigripes là một loài chuồn chuồn kim trong họ Coenagrionidae.
Loài này được xếp vào sách Đỏ của IUCN năm 2008.
Pseudagrion nigripes được miêu tả khoa học năm 1951 bởi Schmidt.